# Deserto Particular
Deserto Particular é um filme de drama brasileiro de 2021 dirigido por Aly Muritiba roteirizado em parceria com Henrique Santos. Protagonizado por Antonio Saboia e Pedro Fasanaro, o filme foi selecionado pela Academia Brasileira de Cinema para ser o representante brasileiro no Oscar na categoria melhor filme internacional em 2022, mas não foi indicado. A não indicação do filme ao Oscar gerou debates em torno da falta de campanha (ver).
O filme teve boa recepção entre os críticos especializados, tendo sido ovacionado por 10 minutos em sua exibição no Festival de Veneza, onde conqusitou o prêmio do público de melhor filme. No Brasil, foi lançado pela Pandora Filmes nos cinemas em 25 de novembro de 2021. Antes do lançamento nos cinemas do país, foi apresentado na Mostra Internacional de Cinema de São Paulo.
No dia 25 de março de 2022, entrou no catálogo da HBO Max no Brasil.

## Sinopse
Daniel (Antonio Saboia) sempre foi um policial exemplar, seguindo os passos de seu pai. Mas um dia, ele se envolve em um caso de violência sendo demitido da corporação. Com sua vida virada de cabeça para baixo, ele busca refúgio na internet se relacionando com a misteriosa Sara. Entretanto, ela desaparece misteriosamente deixando Daniel sem respostas. Em busca de respostas, ele parte de Curitiba para Sobradinho em busca de seu amor e acaba mergulhando em intensos processos de descoberta e aceitação de seus próprios afetos.

## Elenco
- Antonio Saboia como Daniel Moreira
- Pedro Fasanaro como Robson/Sara
- Thomás Aquino como Fernando
- Zezita de Matos como Tereza
- Laila Garin como Juliana
- Cynthia Senek como Débora Moreira
- Sandro Guerra como Pastor Everaldo
- Luthero de Almeida como Everaldo
- Otávio Linhares como Pencai
- Mazé Portugal como Cida
- Flávio Bauraqui como Oswaldo

## Produção
O processo de produção do filme ocorreu ao longo de seis anos. A trama começou a ser elaborada por Henrique dos Santos em 2016, quando ele participou de uma oficina de roteiro promovida pelo SESI em Curitiba e levou um esboço da história sobre um cara que se apaixonava por uma garota que conhecia apenas virtualmente. Lá, ele se encontrou com o diretor Aly Muritiba, o qual estava trabalhando como consultor de roteiro no curso. Após semanas de aulas, surgiu a ideia de realizar uma parceria entre os dois para desenvolver o filme, levando mais alguns anos para escrever o roteiro e então começar a ser produzido e filmado.
As gravações do filme ocorreram nas cidades de Sobradinho e Juazeiro, na Bahia, e também em Curitiba, no Paraná.

## Lançamento
A estreia mundial de Deserto Particular ocorreu em 2 de setembro de 2021 no Festival de Cinema de Veneza, na Itália, sendo exibido na sessão Venice Days. A estreia no Brasil ocorreu primeiramente na Mostra Internacional de Cinema de São Paulo. Em seguida, estreou na Grécia no Festival Internacional de Cinema de Thessaloniki. Voltou a ser exibido no Brasil no Cine PE, festival de cinema em Recife.
A estreia comercial no Brasil se deu a partir de 25 de novembro de 2021 pela Pandora Filmes. No mesmo dia estreou na Índia durante o Festival Internacional de Cinema da Índia. Em 1 de fevereiro de 2022 foi lançado na Suécia no Festival de Cinema de Göteborg. Em 2022, foi lançado comercialmente nos Estados Unidos e Canadá com distribuição da Kino Lorber.

## Recepção

### Crítica
No consenso do agregador de críticas Rotten Tomatoes diz: "Private Desert exige paciência - e a recompensa com um romance comovente que interroga inteligentemente os estereótipos masculinos." Na pontuação onde a equipe do site categoriza as opiniões da grande mídia e da mídia independente apenas como positivas ou negativas, o filme tem um índice de aprovação de 86% calculado com base em 28 comentários dos críticos. Por comparação, com as mesmas opiniões sendo calculadas usando uma média aritmética ponderada, a nota alcançada é 7,5/10.
No Papo de Cinema, Bruno Carmelo avaliou com nota 7/10 dizendo que "o diretor Aly Muritiba apresenta seu filme mais bonito até hoje, não no sentido de uma beleza vaidosa, que chame atenção a ela mesma e às habilidades de seu criador, e sim de escolhas estéticas coesas e expressivas, calibradas às necessidades da trama." Na Variety, Manuel Betancourt disse que "este drama brasileiro é uma intervenção bem-vinda e segura nos ideais calcificados daquele país sobre desejo e masculinidade."
Denis Le Senechal Klimiuc avaliou o filme com nota 9.5/10 no Cinema com Rapadura dizendo que "muito mais do que discutir as questões supérfluas de um relacionamento, o filme põe em cheque o significado físico e espiritual do que é o amor, e o encontro entre duas almas que as tornam mais densas e, portanto, mais maduras." No Omelete, Marcelo Hessel avaliou com nota 4 de 5 (ótimo) e disse que "Deserto Particular prioriza a empatia e tenta reparar um Brasil partido".
Isabela Boscov disse que o Brasil "nunca mandou um candidato tão interessante, tão bonito ao Óscar quanto este filme".

### Escolha para o Óscar
Após o anúncio da seleção do filme para o Oscar 2022, que foi anunciado em 14 de outubro, Waldemar Dalenogare disse que irá torcer pelo filme, mas criticou no Twitter o modo como a escolha foi feita, com três semanas de atraso e uma extensa lista de títulos discutidos no último minuto, o que prejudica a campanha do filme nos Estados Unidos.
Posteriormente, foi anunciado que o diretor e a equipe do filme estavam nos Estados Unidos para apresentar o longa em festivais de cinema e sessões especiais. No dia 7 de dezembro de 2021, a Kino Lorber anunciou a aquisição dos direitos de distribuição do filme para o Canadá e os Estados Unidos.
No dia 9 de dezembro, Dalenogare publicou uma crítica em vídeo avaliando o filme com nota 8/10 e disse que dos 12 títulos que assistiu da temporada que foram pré-selecionados para representar o Brasil no Oscar, Deserto Particular foi o melhor. Ainda na crítica, ele pontuou o fato que tinha enviado antes à Academia Brasileira de Cinema um e-mail pedindo que a mesma fizesse a escolha do filme para representar o país no Oscar mais cedo, pois os indicados precisam, além da qualidade, de muita campanha nos Estados Unidos, e o Brasil foi um dos últimos a enviar o título escolhido. Mas não obteve resposta e o Brasil perdeu tempo devido as três semanas que a academia brasileira reserva apenas para preencher uma ficha de inscrição.
Em 21 de dezembro de 2021, no mesmo dia que foi anunciado que Deserto Particular estava fora do Oscar, o diretor Aly Muritiba comentou no Twitter sobre a experiência da campanha do filme nos Estados Unidos: "Uma das coisas que aprendi é que é sobre cinema sim, mas não só, na verdade, muito menos. É sobre planejamento, prazo, suporte, dinheiro. Não basta ter um bom filme." Aly Muritiba também mencionou em sua série de tweets os milhões de dólares que a Coreia do Sul gastou para promover Gisaengchung (que ganhou o Oscar em 2020) e pediu que a ANCINE pense "na criação de uma linha de fomento para financiar campanha dos próximos filmes escolhidos para corrida" para não ficar se "iludindo".
Ao colocar e comentar o filme na sua lista de favoritos de 2021 no YouTube, Isabela Boscov disse que o filme não chegou na lista final do Óscar por falta de campanha, "mas eles não sabem o que eles perderam". No mesmo vídeo, Boscov mencionou o esnobe de First Cow no Oscar: "é mais uma prova de que a Academia (que organiza o Oscar) não consegue enxergar nada que não coloquem bem no nariz dela (com campanha)."

### Possívelspoilerdo filme na imprensa
Existe uma característica de um dos personagens do filme que não foi divulgado na campanha do filme no Brasil, logo, poderia ser considerado um spoiler, mas tal detalhe apareceu em um anúncio nos Estados Unidos. No Brasil, Isabela Boscov reportou esse detalhe na sua crítica em vídeo no YouTube e disse que não atrapalha a experiência do filme, já Waldemar Dalenogare Neto optou por não mencionar.
O site da distribuidora nos Estados Unidos revela o spoiler na sinopse, mas a do Brasil não.

### Prêmios e indicações
| Ano  | Associações                                  | Categoria                        | Nomeações                          | Resultado | Ref.   |
| ---- | -------------------------------------------- | -------------------------------- | ---------------------------------- | --------- | ------ |
| 2021 | Festival Internacional de Cinema de Veneza   | Graffetta d'Oro for Best Film    | Aly Muritiba                       | Venceu    | [ 28 ] |
| 2021 | Festival Internacional de Cinema de Veneza   | BNL People's Choice Award        | Aly Muritiba                       | Indicado  | [ 28 ] |
| 2021 | Festival Internacional de Cinema de Veneza   | Giornate degli Autori Award      | Aly Muritiba                       | Indicado  | [ 28 ] |
| 2021 | Festival Internacional de Cinema de Veneza   | Queer Lion                       | Aly Muritiba                       | Indicado  | [ 28 ] |
| 2021 | Festival de Cinema Ibero-americano de Huelva | Melhor Filme                     | Aly Muritiba                       | Venceu    | [ 14 ] |
| 2021 | Cine PE - Festival do Audiovisual            | Melhor Filme                     | Aly Muritiba                       | Venceu    | [ 13 ] |
| 2021 | Cine PE - Festival do Audiovisual            | Melhor Filme da Crítica          | Aly Muritiba                       | Venceu    | [ 13 ] |
| 2021 | Cine PE - Festival do Audiovisual            | Melhor Ator                      | Antonio Saboia                     | Venceu    | [ 13 ] |
| 2021 | Cine PE - Festival do Audiovisual            | Melhor Ator                      | Pedro Fasanaro                     | Venceu    | [ 13 ] |
| 2021 | Cine PE - Festival do Audiovisual            | Melhor Atriz Coadjuvante         | Zezita de Matos                    | Venceu    | [ 13 ] |
| 2021 | Cine PE - Festival do Audiovisual            | Melhor Ator Coadjuvante          | Luthero Almeida                    | Venceu    | [ 13 ] |
| 2021 | Cine PE - Festival do Audiovisual            | Melhor Trilha Sonora             | Felipe Ayres                       | Venceu    | [ 13 ] |
| 2021 | Merlinka Festival                            | Melhor Filme                     | Aly Muritiba                       | Venceu    |        |
| 2022 | Festival Sesc Melhores Filmes                | Melhor Filme Nacional            | Aly Muritiba                       | Pendente  | [ 29 ] |
| 2022 | Festival Sesc Melhores Filmes                | Melhor Direção de Filme Nacional | Aly Muritiba                       | Pendente  | [ 29 ] |
| 2022 | Festival Sesc Melhores Filmes                | Melhor Roteiro                   | Aly Muritiba e Henrique dos Santos | Pendente  | [ 29 ] |
| 2022 | Festival Sesc Melhores Filmes                | Melhor Ator Nacional             | Antonio Saboia                     | Pendente  | [ 29 ] |
| 2022 | Festival Sesc Melhores Filmes                | Melhor Ator Nacional             | Pedro Fasanaro                     | Pendente  | [ 29 ] |
| 2022 | Festival Sesc Melhores Filmes                | Melhor Ator Nacional             | Thomás Aquino                      | Pendente  | [ 29 ] |
| 2022 | Festival Sesc Melhores Filmes                | Melhor Fotografia                | Luis Armando Arteaga               | Pendente  | [ 29 ] |